# Evreii din Brașov
În Brașov, evreii sunt menționați ca având doar o prezență temporară sau trecând prin orașul săsesc începând cu anul 1492, dar li se permite să se așeze permanent abia sub presiunea Austriei începând din 1826. Dupa o creștere constantă ca număr și pondere, persecuțiile din timpul fascismului anilor 1940, urmate preluarea puterii de către comuniști aproape simultan cu crearea statuluu Israel, a dus la emigrarea marii majorități a evreilor din oraș, o dezvoltare care reflectă situația din întreaga țară. Comunitatea prezentă în anii din urmă dispune de instituții proprii și de cele două sinagogi construite în urmă cu peste un secol, Sinagoga Beit Israel, fostă Neologă, din 1899-1901, și Sinagoga Ortodoxă, datând din anul 1924. 

## Istoric
Primii evrei s-au stabilit în orașul Brașov în anul 1807, cu aprobarea consiliului local. Comunitatea evreilor a fost înființată oficial în 1826. Existau restricții în ceea ce privește meseriile pe care le puteau practica, ei putându-se angaja doar dacă respectivul loc de muncă era refuzat de sași. Membrii comunității se îndeletniceau în special cu negustoria, dar mai existau și meseriași (pălărieri, croitori, zugravi, bijutieri) și intelectuali în rândul populației evreiești.
Numărul evreilor din Brașov a crescut constant. Astfel, dacă în 1890 trăiau în oraș 769 evrei, în anul 1940 numărul lor crescuse la 6.000 de persoane.
Comunitatea evreilor din Brașov s-a divizat în 1877 în evreii de rit ortodox (tradiționalist) și cei de rit neolog. Evreii din cele două rituri și-au construit propriile lăcașe de cult, ambele sinagogi existând până în prezent.
În 1912 evreii din Brașov au înființat o filială a ITO (Jewish Territorialist Organization⁠(en)[traduceți]), organizație care căuta un cămin pentru stabilirea poporului evreu. În 1921 a fost fondat clubul sportiv evreiesc Hakoah. Cu timpul, evreii au devenit antreprenori, ingineri, industriași, sau proprietari de ziare, având un rol important în viața economică și intelectuală din perioada interbelică.
În  perioada holocaustului, anii marcați de legi si regulamente antisemite  începând din 1937 au culminat în lunile  guvernului național-legionar Antonescu–Sima, în 1941 sinagoga ortodoxă fiind devastată de legionari. Evreilor din Romania, inclusiv celor brașoveni, statul le-a interzis să fie proprietari de societăți comerciale, fiind frecvent bătuți, iar copiii lor dați afară din școali. Brașovul nu a fost inclus în  zona cedată Ungariei la Dictatul de la Viena din 1940, rămânând parte din Regatul Român, lucru care i-a scutit pe evreii locali de exterminarea în masă din teritoriile conduse de Horthy și la sfârșit de  Szálasi.
După război o parte importantă a evreilor din Brașov a emigrat spre Palestina (din mai 1948, Israel). La data recensământului populației din 1956 în oraș mai locuiau doar 1.759 evrei. Numărul lor a scăzut constant de atunci, astăzi fiind și mai mic.